# 云南马尾杉
云南马尾杉（学名：Phlegmariurus yunnanensis）为石杉科马尾杉属下的一个种。其种加词 yunnanensis 意为“云南的”。